# Sangpae-dong
Sangpae-dong (koreanska: 상패동) är en stadsdel i staden Dongducheon i provinsen Gyeonggi i den norra delen av Sydkorea, 38 km norr om huvudstaden Seoul.